# Phillips (Oklahoma)
Phillips es un pueblo ubicado en el condado de Coal en el estado estadounidense de Oklahoma. En el año 2010 tenía una población de 	132 habitantes y una densidad poblacional de 220 personas por km².

## Geografía
Phillips se encuentra ubicado en las coordenadas 34°30′09″N 96°13′27″O / 34.502393, -96.224167.

## Demografía
Según la Oficina del Censo en 2000 los ingresos medios por hogar en la localidad eran de $33,750 y los ingresos medios por familia eran $36,667. Los hombres tenían unos ingresos medios de $47,500 frente a los $23,750 para las mujeres. La renta per cápita para la localidad era de $13,439. Alrededor del 21.9% de la población estaban por debajo del umbral de pobreza.